# عارف الحلبوني
عارف الحلبوني (1872-1936)، تاجر سوري من دمشق تولى رئاسة غرفة تجارة دمشق من عام 1922 وحتى 1936.

## البداية
ولِد عارف الحلبوني في حي القنوات عام 1872 وعمل في تجارة الحرير الطبيعي. كان والده الحاج حسن الحلبوني من أعيان دمشق، بنى قصراً فاخراً لنفسه في زقاق المنلا غرب محطة الحجاز، وصارت المنطقة كلها تعرف منذ ذلك الحين بحي الحلبوني.  تزوج عارف الحلبوني من سيدة دمشقية من عائلة الدالاتي، تكون عمة حرم رئيس الجمهورية شكري القوتلي، وكان مقرباً من رجال الحركة الوطنية.

## اعتراضات الحلبوني
عند انتخابه رئيساً للغرفة عام 1922، أي بعد عامين من فرض الانتداب الفرنسي على سورية، نظّم عارف الحلبوني معروضاً باسم تجار الشام، رفعه إلى المندوب السامي الفرنسي هنري غورو، اعترض فيه على سحب الذهب السوري إلى باريس وإلزام السوريين بالعملة الورقية الجديدة المطبوعة في فرنسا والصادرة عن بنك سورية ولبنان بدلاً من الذهب العثماني أو العملة المصرية واسعة الانتشار في دمشق بعد الحرب العالمية الأولى. كما طعن في التعاريف الجمركية المفروضة على البضائع الصادرة من دمشق إلى كل من فلسطين ولبنان، عادّاً أن الحدود الجديدة التي فرضها نظام الانتداب بين سورية وكلا البلدين سيكون لها آثار سلبية للغاية على اقتصاد سورية بالعموم ودمشق بالخصوص. واعترض الحلبوني أيضاً على الضرائب المفروضة على تجار دمشق من قبل حكومة الانتداب، مشيراً إلى أن كل تاجر كان يدفع للدولة العثمانية نحو 500 قرش ضرائبَ في السنة الواحدة ولكنهم في زمن الحكم الفرنسي صاروا مكلّفين بما يزيد عن 17 ألف قرش سنوياً. وضِعت كل هذه الأفكار في نشرة دورية كانت تصدرها الغرفة تحت إشرافه حتى عام 1925.

## مشروع مياه عين الفيجة
تعاون عارف الحبلبوني مع الزعيم الوطني لطفي الحفار على إنشاء مشروع جر مياه عين الفيجة من وادي بردى إلى دمشق. أسسا شركة مساهمة لهذا الهدف، تعمل على نقل وتوزيع المياه مقابل مبلغ مالي يُدفع سنوياً من قبل الأهالي، عن كميات المياه التي يطلبون الاشتراك بها، شرط أن تكون مرتبطة بالملك، لا يجوز التنازل عنها أو بيعها إلا مع بيع عقاراتهم. شكلوا لجنة للحصول على الامتياز القانوني ضمت عارف الحلبوني ولطفي الحفار ومستشار المشروع فارس الخوري والتاجر مسلم السيوفي (الذي أصبح رئيساً لغرفة تجارة دمشق) ومعهم نائب رئيس دولة الاتحاد السوري الفيدرالي سامي باشا مردم بك ورئيس بلدية دمشق يحيى الصّواف. بدأت الأعمال الإنشائية عام 1924 ولكنها توقفت لمدة ثلاث سنوات بسبب اندلاع الثورة السورية الكبرى. تم تدشين المشروع يوم 3 آب 1932، بحضور رئيس الجمهورية محمد علي العابد.

## استضافة طلعت باشا حرب في دمشق
وفي عام 1924 دعا عارف الحلبوني الاقتصادي المصري طلعت باشا حرب إلى زيارة دمشق وأقام له حفل تكريم في مجمع اللغة العربية، حضره لفيف من رجالات سورية وزعماء الحركة الوطنية. احتفلوا بمؤسس بنك مصر احتفالاً باهراً وعدّوه رمزاً مشجعاً لتجار الشام وصناعييها وأصحاب البنوك المحلية. خلال الزيارة وهو بصحبة الحلبوني، افتتح طلعت حرب فرع دمشق من بنك مصر الذي بقي يعمل حتى طاله التأميم في زمن الوحدة مع مصر سنة 1961.

## الوفاة
توفي عارف الحلبوني في دمشق عام 1936 عن عمر ناهز خمسة وستين عاماً، وخلفه في المنصب تاجر الأقمشة محمد خير دياب.